# Berbice (rivier)
De Berbice is een rivier in Guyana. De voormalige Nederlandse kolonie Berbice was vernoemd naar de rivier. De rivier heeft zijn bron in de hooglanden van de Rupununi en vervolgt zijn weg naar de Atlantische Oceaan. De Berbice is met 595 km een van de grootste rivieren van Guyana. De stad New Amsterdam ligt 6 km ten zuiden van de monding. De eerste 160 km zijn bevaarbaar.

## Geschiedenis
In 1627 werd door Abraham van Peere een plantage voor zijn familie gesticht aan de rivier. In 1720 werd de kolonie eigendom van de Sociëteit van Berbice en een algemene kolonie. In 1763 vond er een grote slavenopstand plaats langs de rivier. In 1815 werd Berbice een Britse kolonie en later gefuseerd tot Brits-Guiana. In 1966 werd het een onafhankelijk land als Guyana.
De belangrijkste plaatsen aan de rivier zijn New Amsterdam, de hoofdstad van East Berbice-Corentyne, Rosignol, een havenstadje aan de westelijke oever, en Kwakwani, een bauxiet-mijndorp.
In 2008 werd de Berbicebrug, een 1.570 meter lange pontonbrug, over de rivier gebouwd die Georgetown verbindt met New Amsterdam.

## Foto's

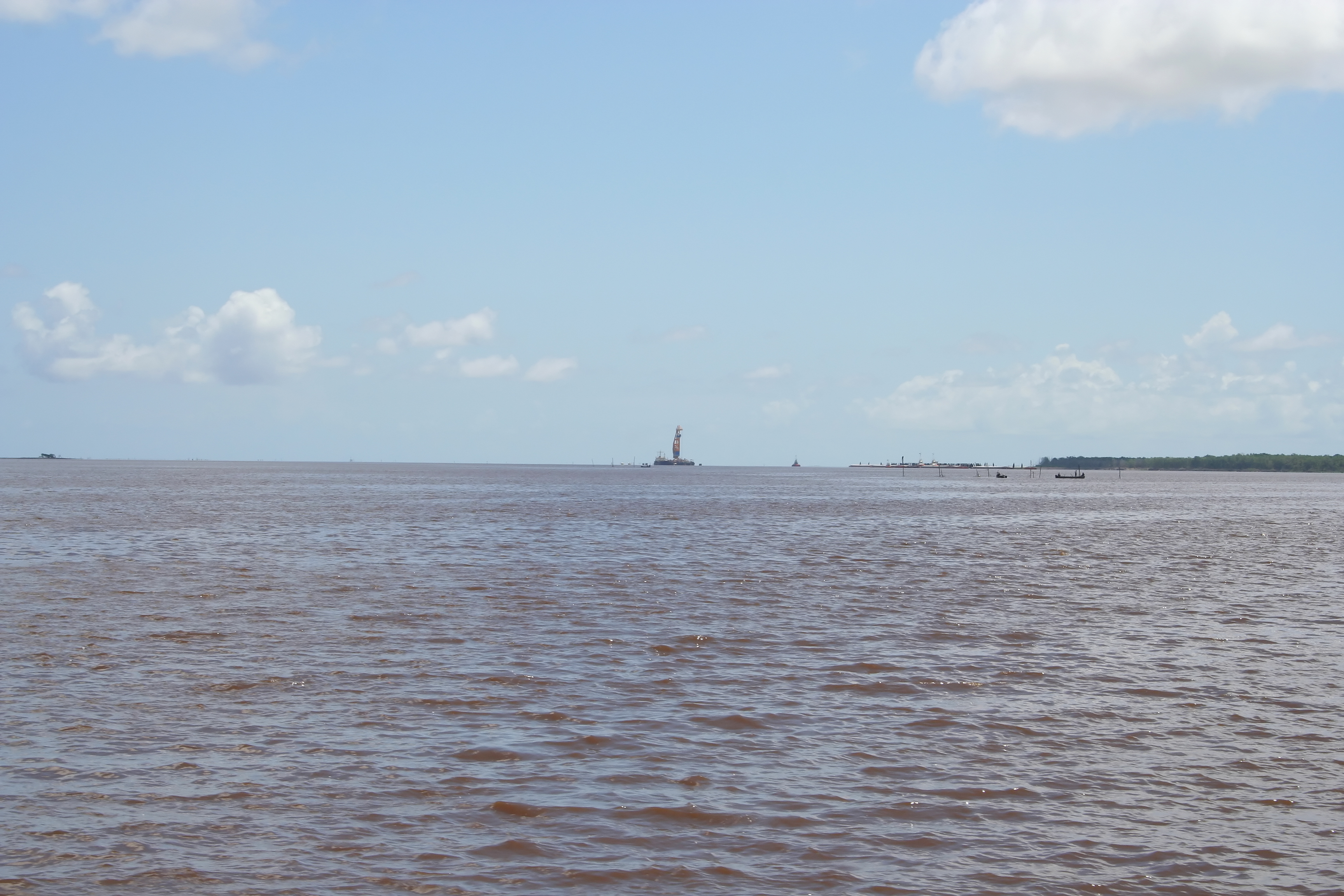
Bouw van de brug (2007)
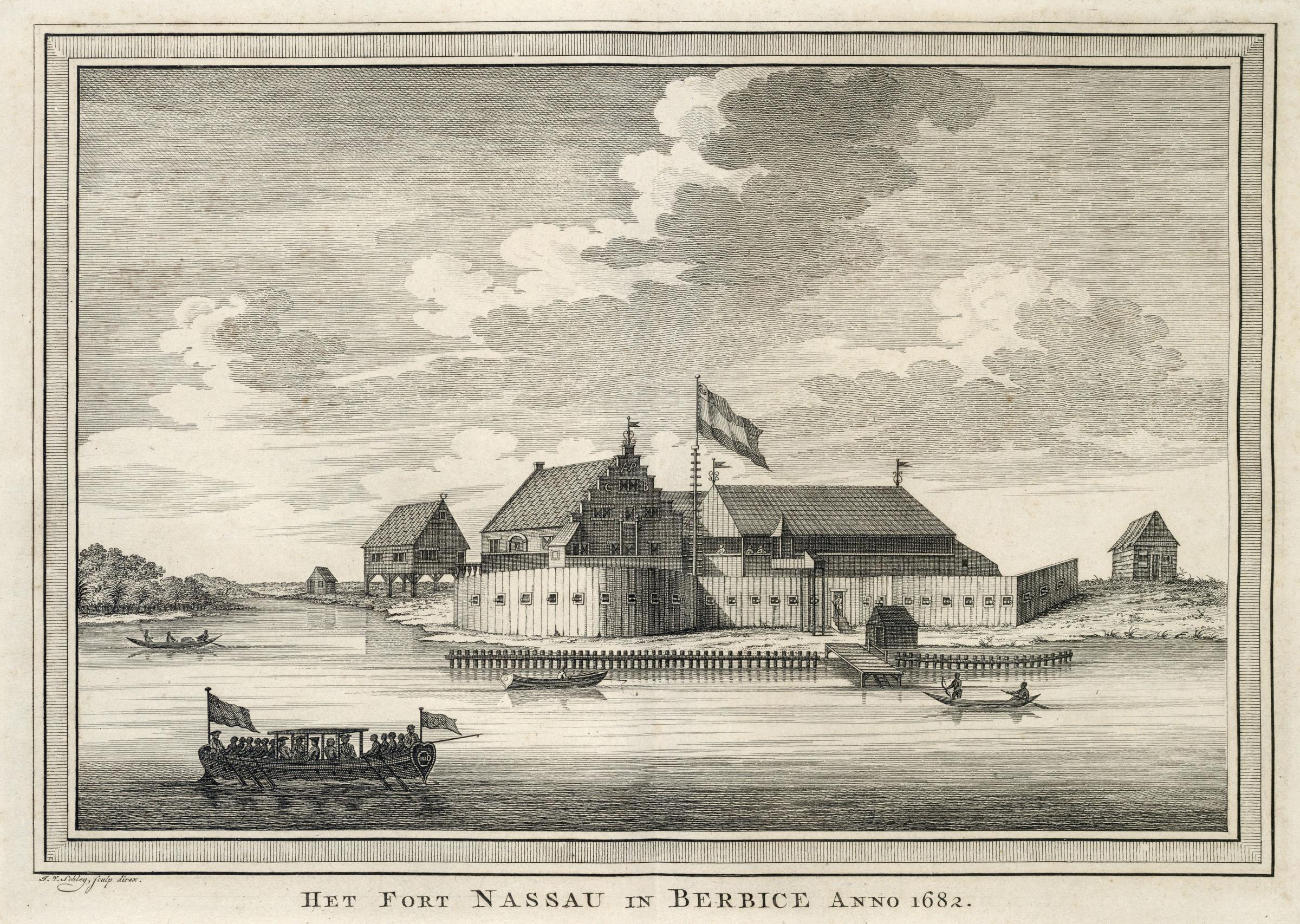
Tekening van Fort Nassau aan de Berbice
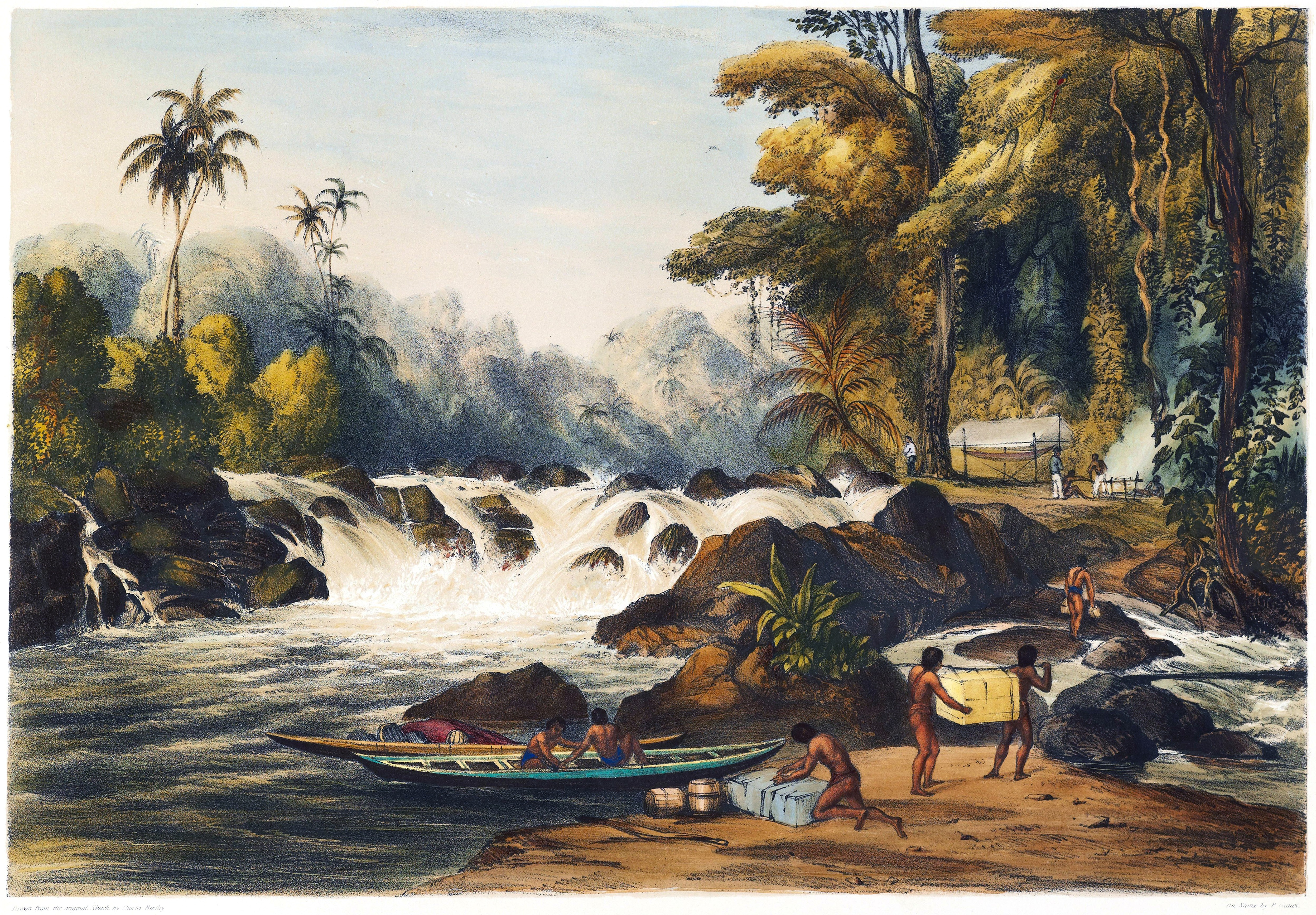
Tekening van de Christmas watervallen (1840)
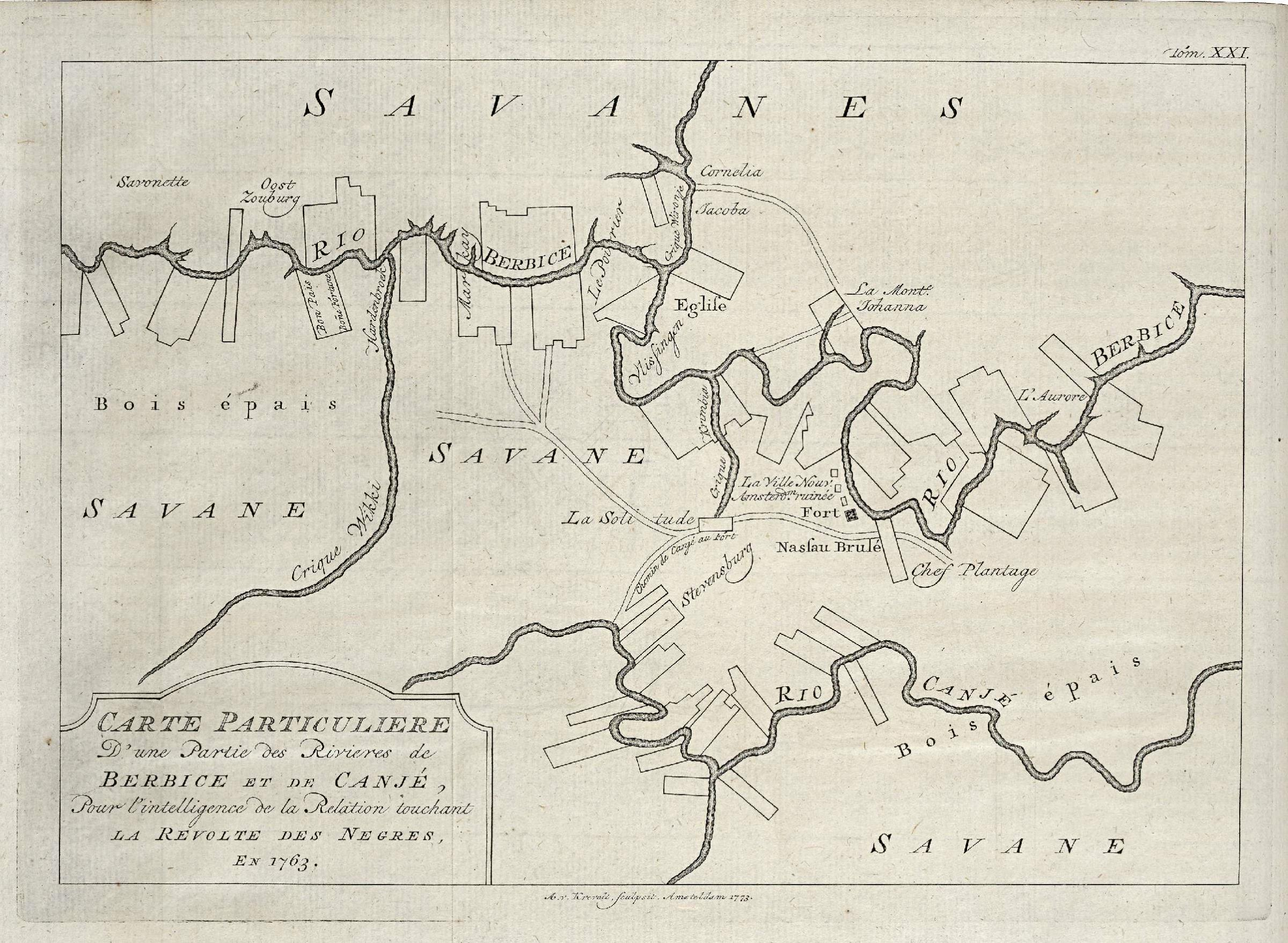
Kaart van de Berbice en de Canje (noord is rechts)

- Library of Congress Control Number: sh87002175
- Nationale Bibliotheek van Israël: 987007529847205171
- Virtual International Authority File: 315526466